# Amegilla omissa
Amegilla omissa är en biart som först beskrevs av Hermann Priesner 1957.  Amegilla omissa ingår i släktet Amegilla och familjen långtungebin. Inga underarter finns listade i Catalogue of Life.